# Valeri Ushkov
Valeri Mijáilovich Ushkov –en ruso, Валерий Михайлович Ушков– (Moscú, URSS, 30 de septiembre de 1971) es un deportista ruso que compitió en vela en la clase Tornado.
Ganó dos medallas en el Campeonato Europeo de Tornado, plata en 2007 y bronce en 2003.

## Palmarés internacional
| \| Campeonato Europeo \| Campeonato Europeo \| Campeonato Europeo \| Campeonato Europeo \| \| Año \| Lugar \| Medalla \| Clase \| \| ------------------ \| -------------------------- \| ------------------ \| ------------------ \| \| 2003 \| Cagliari (Italia) \| Medalla de bronce \| Tornado \| \| 2007 \| Palma de Mallorca (España) \| Medalla de plata \| Tornado \| |                            |                   |         |
| Campeonato Europeo |                            |                   |         |
| Año | Lugar                      | Medalla           | Clase   |
| 2003 | Cagliari (Italia)          | Medalla de bronce | Tornado |
| 2007 | Palma de Mallorca (España) | Medalla de plata  | Tornado |